# 콘체스

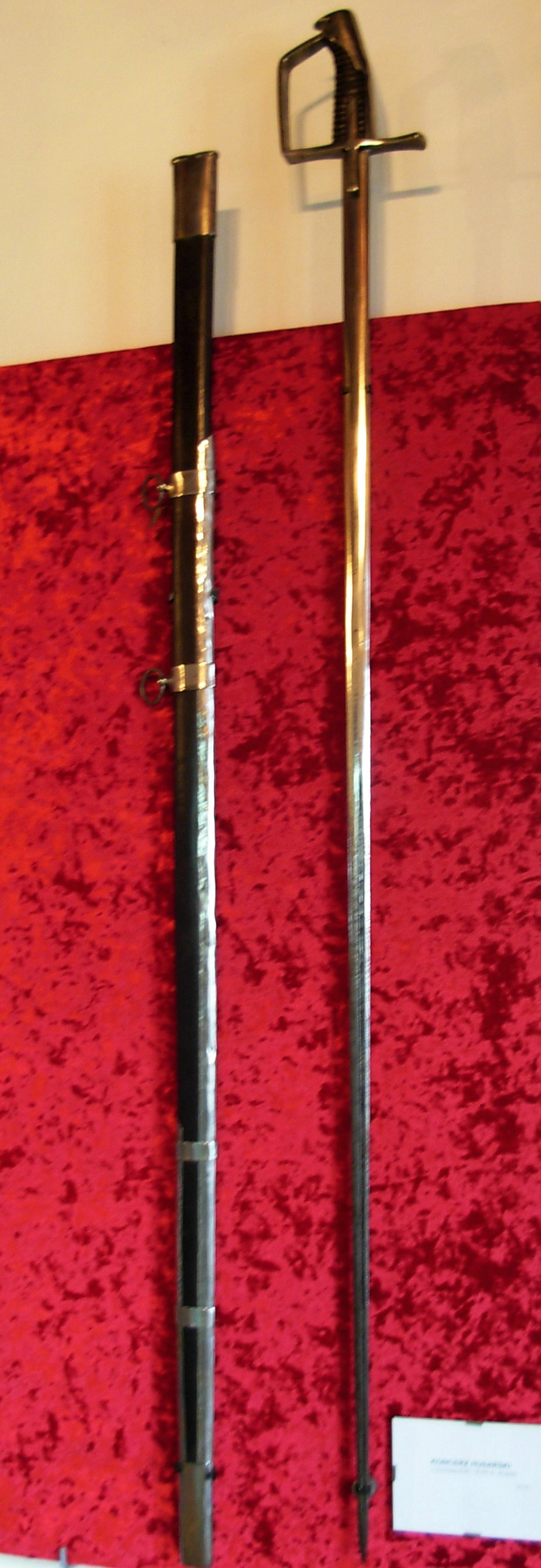

콘체스(폴란드어: koncerz [ˈkɔn.t͡sɛʂ][*])는 르네상스 시대 폴란드-리투아니아의 후사르 기병들이 사용한 도검이다. 좁고 긴 찌르기형 검으로, 갑옷 파훼를 위해 중기병이 장비했다.
중세 도검으로부터 기원하여 15세기에 형태가 확립되었는데, 이 때는 길이 1.3 미터 정도였다. 16세기에 길이 1.6 미터까지 길어졌고, 매우 긴 리치를 활용하여 코피아(매우 긴 랜스)를 주무장으로 삼는 기병들의 부무장으로 채용되었다. 그러다 보니 베는 날이 아예 없어지기도 했으며, 서유럽의 에스톡과 비슷하게 되었다.
1. 1 2  Adam Zamoyski (2003). 《The Polish way》. Internet Archive. Hippocrene Books. ISBN 978-0-7818-0200-0.